# Mariä Himmelfahrt (Waal)

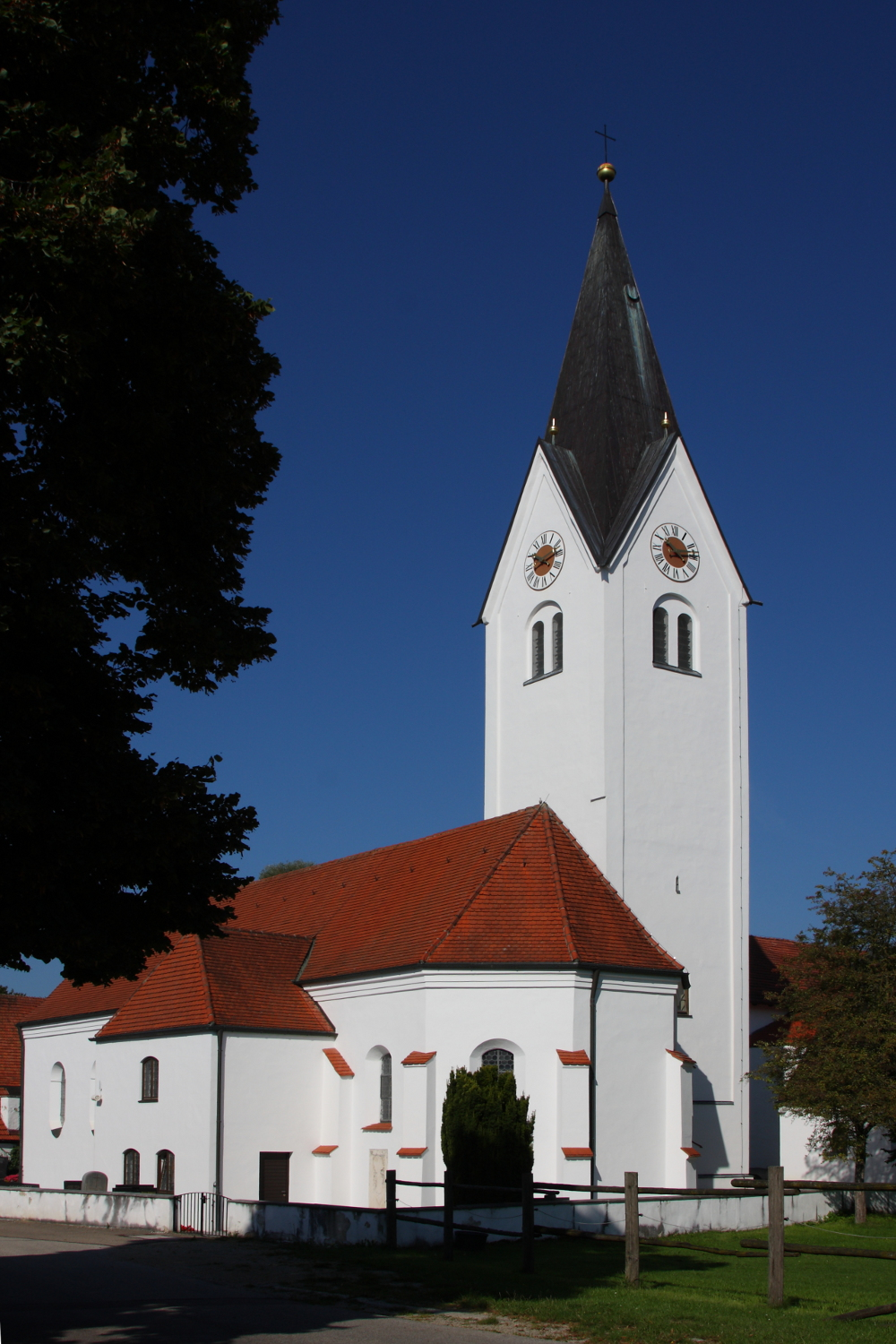
Mariä Himmelfahrt in Waal

Die römisch-katholische Pfarrkirche Mariä Himmelfahrt steht in Waal, einem Gemeindeteil von Rohrbach im oberbayerischen Landkreis Pfaffenhofen an der Ilm. Sie ist in der Liste der Baudenkmäler in Rohrbach (Ilm) unter der Nr. D-1-86-149-18 eingetragen. Die Kirche gehört zum Dekanat Pfaffenhofen im Bistum Augsburg.

## Beschreibung
Die gotische Saalkirche wurde im 15. Jahrhundert erbaut. Sie besteht aus dem um 1780 ausgebauten und 1903 nach Westen verlängerten Langhaus, dem von Strebepfeilern gestützten Chor zu einem Joch mit Fünfachtelschluss im Osten, einer Sakristei mit Oratorium im Obergeschoss an der Südwand und dem Chorflankenturm an der Nordwand des Chors. Im obersten Geschoss des Turms steht hinter den als Biforien gestalteten Klangarkaden der Glockenstuhl. Die Zifferblätter der Turmuhr sind an den Giebeln angebracht. 1881 erhielt der Turm einen spitzen Helm. Das Langhaus ist mit einer Flachdecke mit Hohlkehle überspannt, der Chor mit einem Netzgewölbe. 
Das Altarretabel des Hochaltars gestaltete 1785 Johann Baptist Anwander. Im Mittelfeld steht eine gekrönte Muttergottes mit dem Jesuskind auf dem Arm, umgeben von kleinen Engeln, von denen einer das Zepter der Himmelskönigin hält. Die Statue wurde wahrscheinlich in der Zeit um 1620 geschaffen. Über den seitlichen Durchgängen stehen die Figuren der heiligen Katharina von Alexandrien und des heiligen heiligen Veit.
Die Orgel mit sechs Registern auf einem Manual und Pedal wurde 1844 von Anton Schin aus Neuburg gebaut und zählt zu den wenig erhaltenen Werken dieses Orgelbauers. Sie wurde 1886 bei einem Umbau von Martin Binder leicht erweiternd verändert und zuletzt 1996 von Deininger & Renner restauriert.